# Zar und Zimmermann
Zar und Zimmermann ist eine Komische Oper in drei Akten von Albert Lortzing, der nicht nur die Musik komponierte, sondern auch sein eigener Librettist war. Sie orientiert sich mit ihren durch gesprochene Dialoge voneinander abgesetzten Musiknummern formal an der französischen Opéra-comique. Die Uraufführung fand am 22. Dezember 1837 im Stadttheater Leipzig statt. Historisches Vorbild war die als Große Gesandtschaft bekannt gewordene Reise des Zaren Peter I.

## Handlung
Im Jahr 1697 reiste der russische Zar Peter der Große inkognito nach Zaandam (hier wie in der Schauspielvorlage „Saardam“ genannt), um dort insbesondere den niederländischen Schiffbau in Augenschein zu nehmen. Er mietete ein kleines Haus, aber seine Pseudonymität wurde bald entdeckt und er musste nach Amsterdam übersiedeln. Im Jahr 1703 gründete er die Stadt Sankt Petersburg. 1717 reiste er neuerlich in die Niederlande und besuchte auch Zaandam wieder.

### Erster Akt
Zar Peter I. arbeitet als Zimmermannsgeselle auf der Schiffswerft in Saardam unter dem Namen Peter Michaelow, um sich mit den Techniken des Schiffbaus vertraut zu machen. Er freundet sich mit Peter Iwanow an, einem russischen Deserteur, der auch Zimmermannsgeselle ist. Der ebenso aufgeblasene wie inkompetente Bürgermeister van Bett erfährt, dass sich der Zar in seiner Stadt aufhalten soll. Van Bett gelangt aber zur falschen Auffassung, Peter Iwanow sei der Zar. Dieser wiederum hat sich mit van Betts Nichte Marie verlobt.
General Lefort, der russische Gesandte, informiert seinen Monarchen über Unruhen, die in Russland ausgebrochen sind. Die Lage sei ernst und erfordere seine Anwesenheit. Daraufhin befiehlt der Zar, seine Heimreise vorzubereiten. Die Lage des Zaren wird kompliziert, weil auch die Gesandten Englands und Frankreichs, Lord Syndham bzw. Marquis de Chateauneuf, versuchen, ihn zu identifizieren und für ihre politischen Ziele zu gewinnen. Im Gegensatz zu Chateauneuf, der erkannt hat, dass Peter Michaelow der Zar ist, hält Lord Syndham wie der Bürgermeister Peter Iwanow für den Zaren.

### Zweiter Akt
Der Sohn der Werftbesitzerin Browe feiert Hochzeit. Alles, was Rang und Namen hat, ist geladen. Peter Iwanow wird vom englischen Gesandten bedrängt, mit seinem Land ein Bündnis einzugehen; verständlicherweise stößt er dabei jedoch auf taube Ohren. Plötzlich betritt ein holländischer Offizier mit Soldaten das Wirtshaus. Weil es schon des Öfteren vorgekommen war, dass erfahrene Werftarbeiter durch Fremde abgeworben wurden, will die Regierung nun herausbekommen, wer dahintersteckt. Van Bett mischt sich tatkräftig ein und bezichtigt nacheinander die ausländischen Gesandten, die alle inkognito anwesend sind, dunkler Machenschaften. Diese können jedoch ihre Unschuld beweisen. Zum Schluss ist van Bett davon überzeugt, dass Peter Michaelow, also der Zar, als Abwerber in Betracht kommt. Diesem reicht das Theater. Er stürzt sich auf den Bürgermeister, und es entsteht eine große Rangelei.

### Dritter Akt
Um den hohen Herrscher Russlands würdig empfangen zu können, studiert van Bett mit einigen Bürgerinnen und Bürgern seiner Stadt eine von ihm und dem Kantor verfasste Huldigungskantate ein. Seine Nichte ist tief betrübt, dass ihr geliebter Peter der Zar sein soll, weil die Hochzeit dann wegen des Standesunterschiedes nicht stattfinden könnte. Als sie dem echten Zaren ihr Herz ausschüttet, tröstet sie dieser und kündigt ihr ein glückliches Ende an.
Die Ereignisse überstürzen sich: Die Regierung hat den Hafen sperren lassen, und so kann Peter I. nicht abreisen. Da kommt ihm sein Freund Iwanow zu Hilfe. Er hat beim gestrigen Hochzeitsfest vom englischen Gesandten einen Diplomatenpass erhalten, den er nun dem Zaren gibt. Zum Dank dafür erhält er von diesem einen versiegelten Brief, den er aber erst in einer Stunde öffnen darf.
Van Bett kommt mit seinem Chor, um mit Worten voller Salbung, Demut und Moral dem vermeintlichen Zaren zu schmeicheln. Peter Iwanow lässt alles gelassen über sich ergehen. Ganz überraschend trifft die Meldung ein, der Zar sei gerade dabei, die Stadt an Bord eines russischen Schiffes zu verlassen. Mit stolzerfüllter Brust verliest Peter Iwanow das Schreiben seines Freundes: „Ich gebe hiermit meine Zustimmung zur Heirat des Kaiserlichen Oberaufsehers Peter Iwanow mit der Nichte des schwachköpfigen Bürgermeisters …“

## Gestaltung

### Instrumentation
Die Orchesterbesetzung der Oper enthält die folgenden Instrumente:
- Holzbläser: zwei Flöten (2. auch Piccolo), zwei Oboen, zwei Klarinetten, zwei Fagotte
- Blechbläser: vier Hörner, zwei Trompeten, drei Posaunen
- Pauken, Schlagzeug: Große Trommel, Triangel, Glocke
- Streicher
- Bühnenmusik: Piccoloflöte, zwei Klarinetten, zwei Fagotte, zwei Hörner, kleine Trommel

### Musikalische Höhepunkte
- Auftrittsarie des Bürgermeisters: „O sancta Justitia“ mit dem Refrain „O, ich bin klug und weise, und mich betrügt man nicht“
- Romanze des Marquis de Chateauneuf: „Lebe wohl, mein flandrisch Mädchen, wider Willen muss ich fort“
- Einstudierung der Kantate mit van Betts Solo „Heil sei dem Tag, an welchem du bei uns erschienen“
- Lied des Zaren: „Einst spielt ich mit Zepter, mit Krone und Stern“
- Holzschuhtanz (Ballettmusik)

## Werkgeschichte
Das von Lortzing herangezogene Sujet wurde bereits zehn Jahre zuvor für eine heitere Oper verwendet, Il borgomastro di Saardam (Melodramma giocoso in zwei Akten mit Musik von Gaetano Donizetti auf ein Textbuch von Domenico Gilardoni). Wie Lortzings Libretto geht auch jenes für Donizettis Oper auf das französische Schauspiel Le bourgmestre de Saardam ou Les deux Pierre (1818) zurück.
Bei der Uraufführung im Stadttheater Leipzig sangen:
| Rolle                  | Stimmlage   | Premiere am 22. Dezember 1837 |
| ---------------------- | ----------- | ----------------------------- |
| Peter der Große        | Bariton     | Karl Becker                   |
| Peter Iwanow           | Tenor       | Albert Lortzing               |
| Van Bett               | Bass        | Gotthelf Leberecht Berthold   |
| Marie                  | Sopran      | Caroline Günther-Bachmann     |
| Marquis de Chateauneuf | Tenor       | Joseph Wilhelm Swoboda        |
| Witwe Browe            | Mezzosopran | Charlotte Lortzing            |
| General Lefort         | Bass        | Pogner                        |
| Lord Syndham           | Bass        | Heinrich Richter              |

## Verfilmungen
- 1956 – Opernverfilmung (Fassung als Spielfilm) 
 Hans Müller (Regie), A. Artur Kuhnert (Drehbuch), Joachim Hasler (Kamera) 
 mit Hans Löwlein (Dirigent), Chor und Orchester der Staatsoper Berlin, Bert Fortell (Peter I., Darsteller), Josef Metternich (Peter I., Sänger), Günther Haack (Peter Iwanow, Darsteller), Gerhard Unger (Peter Iwanow, Sänger), Willy A. Kleinau (van Bett, Darsteller), Heinrich Pflanzl (van Bett, Sänger), Lore Frisch (Marie, Darstellerin), Ingeborg Wenglor (Marie, Sängerin), Walther Süssenguth (Lefort), Kurt Mühlhardt (Syndham), Erich Arnold (Châteauneuf), Paula Braend (Witwe Browe) 
 DEFA-Produktion / DVD: Icestorm
- 1969 – Opernverfilmung (TV-Fassung einer Inszenierung der Staatsoper Hamburg) 
 Rolf Liebermann (Künstlerische Oberleitung), Joachim Hess (Regie), W. P. Hassenstein (Kamera) 
 mit Charles Mackerras (Dirigent), Chor der Staatsoper Hamburg, Philharmonisches Staatsorchester Hamburg, Raymond Wolansky (Peter I.), Peter Haage (Peter Iwanow), Hans Sotin (van Bett), Lucia Popp (Marie), Herbert Fliether (Lefort), Noël Mangin (Syndham), Horst Wilhelm (Châteauneuf), Ursula Boese (Witwe Browe), Franz Grundheber (Offizier), Jürgen Förster (Ratsdiener) 
 NDR / Polyphon / DVD: Arthaus Musik / DVD: Zweitausendeins Edition Nr. 13
- 1975 – Opernverfilmung (Fassung als TV-Oper) 
 Axel Corti (Regie), Xaver Schwarzenberger (Kamera) 
 mit Heinz Wallberg (Dirigent), Chor des Bayerischen Rundfunks, Münchner Rundfunkorchester, Hannes Winkler (Choreografie),[2] Hermann Prey (Peter I.), Adalbert Kraus (Peter Iwanow), Karl Ridderbusch (van Bett), Lucia Popp (Marie), Alexander Malta (Lefort), Helmut Berger-Tuna (Syndham), Werner Krenn (Châteauneuf), Gudrun Wewezow (Witwe Browe) 
 ZDF / Bavaria Atelier

## Tonaufnahmen

### Gesamtaufnahmen und Querschnittproduktionen
- 1929 – Kurzoper mit Dialogen – Hermann Weigert (Dirigent), Chor und Orchester Berliner Staatsoper 
 mit Willy Domgraf-Fassbaender (Peter I.), Waldemar Henke (Peter Iwanow), Eduard Kandl (van Bett), Tilly de Garmo (Marie), Felix Fleischer-Janczak (Lefort), Deszö Ernster (Syndham), Willy Frey (Châteauneuf), Ida von Scheele-Müller (Witwe Browe), Hermann Weigert (Offizier) 
 Polydor / Grammophon (4 Schellackschallplatten), Mono
- 1936 – Gesamtaufnahme mit Dialogen – Bernhard Zimmermann (Dirigent), Chor und Orchester des Reichssenders Stuttgart 
 mit Georg Hann (Peter I.), Hubert Buchta (Peter Iwanow), Wilhelm Strienz (van Bett), Margot Gripekoven (Marie), Bruno Müller (Lefort), Heinrich Mölzlin (Syndham), Hermann Schmid-Berikoven (Châteauneuf), Emma Mayer (Witwe Browe) 
 Myto (2 CD), The Radio Years (2 CD), Mono (Überspielung einer Radioproduktion)
- 1951 – Gesamtaufnahme mit Dialogen – Carl-Alexander Häfner (Dirigent), Chor und Sinfonieorchester von Radio Frankfurt 
 mit Kurt Gester (Peter I.), Willy Hofmann (Peter Iwanow), Sanders Schier (van Bett), Maria Madlen Madsen (Marie), Ludwig Welter (Lefort), Otto von Rohr (Syndham), Franz Fehringer (Châteauneuf), Else Tegetthoff (Witwe Browe) 
 Walhall (2 CD), Mono (Überspielung einer Radioproduktion)
- 1952 – Gesamtaufnahme mit Dialogen – Ferdinand Leitner (Dirigent), Chor und Orchester der Württembergischen Staatstheater Stuttgart 
 mit Horst Günter (Peter I.), Alfred Pfeifle (Peter Iwanow), Gustav Neidlinger (van Bett), Ellinor Junker-Giesen (Marie), Gustav Grefe (Lefort), Wolfram Zimmermann (Syndham), Walther Ludwig (Châteauneuf), Therese Anders (Witwe Browe), Karl Spirwes (Offizier), Siegfried Fischer-Sandt (Ratsdiener) 
 Deutsche Grammophon (2 CD), Cantus Classics (2 CD), Mono
- 1956 – Gesamtaufnahme mit Dialogen – Jan Koetsier (Dirigent), Chor und Symphonieorchester des Bayerischen Rundfunks 
 mit Hermann Prey (Peter I.), Willy Hofmann (Peter Iwanow), Kurt Böhme (van Bett), Irmgard Jacobeit (Marie), Frithjof Sentpaul (Lefort), Max Pröbstl (Syndham), Karl Terkal (Châteauneuf), Ina Gerheim (Witwe Browe), Karl Schaidler (Offizier), Alexander von Malachowski (Ratsdiener) 
 Relief (2 CD), Mono (Überspielung einer Radioproduktion)
- 1956 – Auszüge (Querschnitt) – Mathieu Lange (Dirigent), Chor und Orchester der Städtischen Oper Berlin 
 mit Walter Hauck (Peter I.), Martin Vantin (Peter Iwanow), Manfred Jungwirth (van Bett), Sonja Schöner (Marie), Helmut Krebs (Châteauneuf) 
 Orbis (1 LP). Opera (1 LP). Eurodisc-Baccarola (1 LP), Mono
- 1956 – Auszüge (Querschnitt) – Wolfgang Martin (Dirigent), Chor und Orchester der Städtischen Oper Berlin 
 mit Robert Titze (Peter I.), Heinrich Pflanzl (van Bett), Sonja Schöner (Marie), Heinz Hoppe (Châteauneuf) 
 Telefunken (1 LP), Mono
- 1957 – Auszüge (Querschnitt) – F. C. Adler (Dirigent), Chor und Orchester der Volksoper Wien
 mit Hans Braun (Peter I.), Kurt Preger (Peter Iwanow), Alois Pernerstorfer (van Bett), Friedl Rieger (Marie), Hans Löffler (Châteauneuf) 
 Bertelsmann Schallplattenring (1 LP). Mono
- ca. 1959 – Auszüge (Querschnitt) – Georg Walter (Dirigent), Frankfurter Symphonieorchester und Chor 
 mit Andreas Camillo Agrelli (Peter I.), Wilhelm Strienz (van Bett), Hilde Breyer (Marie), Kurt Wolinsky (Châteauneuf) 
 MMS Musical Masterpiece Society / Concert Hall (1 LP), Mono
- 1959 – Auszüge (Querschnitt) – Berislav Klobucar (Dirigent), Chor der Deutschen Oper Berlin, Berliner Symphoniker 
 mit Marcel Cordes (Peter I.), Manfred Schmidt (Peter Iwanow), Gottlob Frick (van Bett), Helga Hildebrand (Marie), Wilhelm Lang (Lefort), Ernst Wiemann (Syndham), Fritz Wunderlich (Châteauneuf), Emmy Hagemann (Witwe Browe) 
 EMI Electrola (1 CD), Stereo
- 1962 – Auszüge (Querschnitt) – Franz Bauer-Teussl (Dirigent), Chor und Orchester der Wiener Volksoper 
 mit Eberhard Wächter (Peter I.), Kurt Equiluz (Peter Iwanow), Ludwig Welter (van Bett), Renate Holm (Marie), Waldemar Kmentt (Châteauneuf) 
 Eurodisc (1 LP), Opera (1 LP), Stereo
- 1963 – Auszüge (Querschnitt) – Peter Ronnefeld (Dirigent), Chor der Wiener Staatsoper, Orchester der Wiener Volksoper 
 mit Eberhard Wächter (Peter I.), Fritz Muliar (Peter Iwanow), Oskar Czerwenka (van Bett), Hilde Güden (Marie), Waldemar Kmentt (Châteauneuf) 
 Decca (1 LP), Stereo
- 1965 – Gesamtaufnahme mit Dialogen – Robert Heger (Dirigent), Chor des Leipziger Rundfunks, Staatskapelle Dresden 
 mit Hermann Prey (Peter I.), Peter Schreier (Peter Iwanow), Gottlob Frick (van Bett), Erika Köth (Marie), Fred Teschler (Lefort), Siegried Vogel (Syndham), Nicolai Gedda (Châteauneuf), Annelies Burmeister (Witwe Browe), Siegfried Vogel (Offizier), Wilhelm Apel (Ratsdiener) 
 EMI Electrola (2 CD), Stereo
- 1967 – Auszüge (Querschnitt) – Hans Gierster (Dirigent), Chor des Bayerischen Rundfunks, Bamberger Symphoniker 
 mit Dietrich Fischer-Dieskau (Peter I.), Friedrich Lenz (Peter Iwanow), Karl Christian Kohn (van Bett), Ingeborg Hallstein (Marie), Fritz Wunderlich (Châteauneuf), Claudia Hellmann (Witwe Browe) 
 Deutsche Grammophon (1 CD), Stereo
- 1967 – Auszüge (Querschnitt) – Leopold Ludwig (Dirigent), Chor und Orchester der Hamburgischen Staatsoper 
 mit Barry McDaniel (Peter I.), Erwin Wohlfahrt (Peter Iwanow), Arnold Van Mill (van Bett), Sonja Schöner (Marie), Donald Grobe (Châteauneuf) 
 Europa-Schallplatten (1 LP), Stereo
- 1975 – Gesamtaufnahme mit Dialogen – Heinz Wallberg (Dirigent), Chor des Bayerischen Rundfunks, Münchner Rundfunkorchester 
 mit Hermann Prey (Peter I.), Adalbert Kraus (Peter Iwanow), Karl Ridderbusch (van Bett), Lucia Popp (Marie), Alexander Malta (Lefort), Helmut Berger-Tuna (Syndham), Werner Krenn (Châteauneuf), Gudrun Wewezow (Witwe Browe) 
 Acanta (2 CD), FonoTeam (2 CD), Stereo
- 1987 – Gesamtaufnahme mit Dialogen – Heinz Fricke (Dirigent), Chor des Bayerischen Rundfunks, Münchner Rundfunkorchester 
 mit Wolfgang Brendel (Peter I.), Deon van der Walt (Peter Iwanow), Kurt Moll (van Bett), Barbara Bonney (Marie), Jan Hendrik Rootering (Lefort), Kurt Rydl (Syndham), Peter Seiffert (Châteauneuf), Cornelia Wulkopf (Witwe Browe) 
 EMI Electrola (2 CD), Stereo

### Einzelaufnahmen (Auswahl)
- ca. 1904 – Nr. 14 Lied: „Sonst spielt ich mit Zepter“ (Peter I.) 
 Baptist Hoffmann (Bariton, Kgl. Hofopernsänger), mit Klavierbegleitung (anonym) 
 Columbia Phonograph Co. (1 Schellackschallplatte), Mono
- 1906 – Nr. 14 Lied: „Sonst spielt ich mit Zepter“ (Peter I.) 
 Emil Burian (Bariton, Stadttheater Freiburg), mit Klavierbegleitung (anonym) 
 Odeon Record (1 Schellackschallplatte), Mono
- 1912 – Nr. 15 Duett: „Darf eine nied’re Magd es wagen“ (Marie, Peter Iwanow) 
 Hermine Bosetti (Sopran, Kgl. Kammersängerin), Waldemar Henke (Tenor, Kgl. Hofopernsänger), mit Orchesterbegleitung (anonym) 
 Odeon Record (1 Schellackschallplatte), Mono
- 1913 – Nr. 4 Arie: „O sancta justitia“ (van Bett) [gekürzt] 
 Carl Braun (Bass), mit Orchesterbegleitung (anonym) 
 Odeon Record (1 Schellackschallplatte) und Preiser (1 CD), Mono
- 1915 – Nr. 4 Arie: „O sancta justitia“ (van Bett), Nr. 13 Ensemble: „Den hohen Herrscher würdig empfangen“ (van Bett) 
 Paul Knüpfer (Bass), mit Chor und Orchesterbegleitung (anonym) 
 Grammophon (2 Schellackschallplatten), Mono
- 1929 – Ouvertüre 
 Orchester der Staatsoper Berlin, Hans Pfitzner (Dirigent) 
 Grammophon (1 Schellackschallplatte), Mono
- 1930 – Nr. 4 Arie: „O sancta justitia“ (van Bett) 
 Leo Schützendorf (Bass), Mitglieder des Berliner Philharmonischen Orchesters, Selmar Meyrowitz (Dirigent) 
 Ultraphon / Telefunken (1 Schellackschallplatte) und Preiser (1 CD), Mono
- 1931 – Nr. 9 Lied: „Lebe wohl, mein flandrisch Mädchen“ (Châteauneuf) 
 Franz Völker (Tenor), Orchester der Berliner Staatsoper, Fritz Zweig (Dirigent) 
 Grammophon (1 Schellackschallplatte) und Preiser (1 LP), Mono
- 1931 – Nr. 9 Lied: „Lebe wohl, mein flandrisch Mädchen“ (Châteauneuf, Marie) 
 Marcel Wittrisch (Tenor), Irene Eisinger (Sopran), Chor der Städtischen Oper Berlin, Orchester der Berliner Staatsoper, Clemens Schmalstich (Dirigent) 
 Electrola (1 Schellackschallplatte), Mono
- 1935 – Nr. 10 Holzschuhtanz 
 Sächsische Staatskapelle, Karl Böhm (Dirigent) 
 Electrola (1 Schellackschallplatte) und Warner Classics (1 CD), Mono
- 1937 – Nr. 1 Introduktion: „Greifet an und rührt die Hände“ (Peter I.) 
 Gerhard Hüsch (Bariton), Chor und Orchester der Berliner Staatsoper, Hanns Udo Müller (Dirigent) 
 Electrola (1 Schellackschallplatte) und Nimbus Records (1 CD), Mono
- 1937 – Nr. 14 Lied: „Sonst spielt ich mit Zepter“ (Peter I.) 
 Heinrich Schlusnus (Bariton), Orchester der Berliner Staatsoper, Johannes Schüler (Dirigent) 
 Deutsche Grammophon (1 Schellackschallplatte) und MCPS Documents (10 CD), Mono
- 1937 – Nr. 9 Lied: „Lebe wohl, mein flandrisch Mädchen“ (Châteauneuf) 
 Peter Anders (Tenor), Orchester des Deutschen Opernhauses Berlin, Johannes Schüler (Dirigent) 
 Telefunken (1 Schellackschallplatte / 1 LP), Mono
- 1940 – Nr. 2 Ariette: „Die Eifersucht ist eine Plage“ (Marie) 
 Irma Beilke (Sopran), Orchester des Deutschen Opernhauses Berlin, Johannes Schüler (Dirigent) 
 Imperial (1 Schellackschallplatte) und Historia Top Classic (2 LP), Mono
- 1943 – Nr. 14 Lied: „Sonst spielt ich mit Zepter“ (Peter I.) 
 Hans Wocke (Bariton), Begleitorchester, Otto Dobrindt (Dirigent) 
 Odeon (1 Schellackschallplatte), Mono
- 1950 – Nr. 4 Arie: „O sancta justitia“ (van Bett), Nr. 13 Ensemble: „Den hohen Herrscher würdig empfangen“ (van Bett) 
 Georg Hann (Bass), Chor der Münchener Staatsoper, Münchner Philharmoniker, Kurt Eichhorn (Dirigent) 
 Deutsche Grammophon (1 Schellackschallplatte) und MDV Classics (1 CD), Mono
- 1951 – Nr. 9 Lied: „Lebe wohl, mein flandrisch Mädchen“ (Châteauneuf, Marie) 
 Rudolf Schock (Tenor), Margot Guilleaume (Sopran), Chor und Orchester (anonym), Walter Martin (Dirigent) 
 Membran (1 CD), Mono
- 1955 – Nr. 14 Lied: „Sonst spielt ich mit Zepter“ (Peter I.) 
 Josef Metternich (Bariton), Kölner Rundfunk-Sinfonie-Orchester, Franz Marszalek (Dirigent) 
 Gebhardt / WDR (3 CD), Mono
- ca. 1960 – Nr. 15 Duett: „Darf eine nied’re Magd es wagen“ (Marie, Peter Iwanow) 
 Ingeborg Wenglor (Sopran), Gerhard Stolze (Tenor), Orchester des Berliner Rundfunks, Horst Stein (Dirigent) 
 Eterna (1 EP), Mono
- 1968 – Nr. 9 Lied: „Lebe wohl, mein flandrisch Mädchen“ (Châteauneuf) 
 Peter Schreier (Tenor), Dresdner Staatskapelle, Siegfried Kurz (Dirigent) 
 Eterna (1 LP), Decca (1 LP), Stereo
- 1968 – Nr. 4 Arie: „O sancta justitia“ (van Bett) 
 Reiner Süß (Bass), Staatskapelle Berlin, Heinz Fricke (Dirigent) 
 Berlin Classics (1 CD), Stereo
- 1970 – Nr. 14 Lied: „Sonst spielt ich mit Zepter“ (Peter I.) 
 Wolfgang Anheisser (Bariton), Großes Rundfunk-Orchester Berlin, Robert Hanell (Dirigent) 
 Eterna (1 LP), Electrola-Hörzu (1 LP) und Berlin Classics (1 CD), Stereo
- 1995 – Nr. 4 Arie: „O sancta justitia“ (van Bett), Nr. 13 Ensemble: „Den hohen Herrscher würdig empfangen“ (van Bett) 
 Franz Hawlata (Bass), Kölner Rundfunkchor, Kölner Rundfunkorchester, Helmuth Froschauer (Dirigent) 
 Capriccio (1 CD), Stereo
- 2002 – Nr. 4 Arie: „O sancta justitia“ (van Bett), Nr. 13 Ensemble: „Den hohen Herrscher würdig empfangen“ (van Bett), Nr. 14 Lied: „Sonst spielt ich mit Zepter“ (Peter I.) 
 Thomas Quasthoff (Bassbariton), Chor und Orchester der Deutschen Oper Berlin, Christian Thielemann (Dirigent) 
 Deutsche Grammophon (1 CD), Stereo
- 2011 – Nr. 9 Lied: „Lebe wohl, mein flandrisch Mädchen“ (Châteauneuf) 
 Klaus Florian Vogt (Tenor), Orchester der Deutschen Oper Berlin, Peter Schindler (Dirigent) 
 Sony Music (1 CD), Stereo
- 2016 – Nr. 9 Lied: „Lebe wohl, mein flandrisch Mädchen“ (Châteauneuf) 
 Maximilian Schmitt (Tenor), WDR Sinfonieorchester Köln, Patrick Lange (Dirigent) 
 Oehms Classics (1 CD), Stereo
- 2017 – Ouvertüre 
 Jun Märkl (Dirigent), Malmö Opera Orchestra 
 Naxos (1 CD), Stereo
- 2018 – Ouvertüre (Bearbeitung für Harmoniemusik von Andreas N. Tarkmann) 
 Stuttgart Winds (Das Bläserensemble des SWR Symphonieorchesters) 
 CPO Classic Production Osnabrück (1 CD), Stereo, (Co-Produktion mit SWR 2)